# Sant Estève de Devolui
Sant Estève de Devolui (en francès Saint-Étienne-en-Dévoluy) és un antic municipi francès, que pertany actualment al de Devolui, situat al departament dels Alts Alps i a la regió de Provença – Alps – Costa Blava.
L'1 de gener de 2013 va fusionar-se amb Anhera de Devolui, la Clusa i Sant Disdier.

## Demografia
| 1821                                       | 1962 | 1968 | 1975 | 1982 | 1990 | 1999 | 2006 | 2014 |
| ------------------------------------------ | ---- | ---- | ---- | ---- | ---- | ---- | ---- | ---- |
| 841                                        | 385  | 417  | 471  | 527  | 538  | 538  | 587  | 532  |
| Des de 1962: població sense dobles comptes |      |      |      |      |      |      |      |      |

## Administració
| Període               | Identitat          | Partit |
| --------------------- | ------------------ | ------ |
| 2001-desembre de 2012 | Jean-Marie Bernard | UMP    |